# Van gisteren op morgen
Van gisteren op morgen is een hoorspel van Eduard König. Ins Morgen werd op 3 november 1964 door de Österreichischer Rundfunk uitgezonden. Katja Spierdijk vertaalde het en de NCRV zond het uit op vrijdag 1 november 1968. De regisseur was Wim Paauw. Het hoorspel duurde 63 minuten.

## Rolbezetting
- Johan te Slaa (de oude boer)
- Paul van der Lek (de boer)
- Nel Snel (de boerin)
- Hans Veerman (zoon)
- Corry van der Linden (dochter)

## Inhoud
Geruchten deden de ronde dat er rijke steenkoollagen waren gevonden onder de boerderijen van een dorp. In verband met de ontginning ervan zou dat dorp moeten verdwijnen. Zekerheid verschaft de aangetekende brief die iedere dorpeling ontvangt. De in het vooruitzicht gestelde schadeloosstellingen zijn aantrekkelijk. Men kan verderop andere landerijen krijgen met nieuwe moderne boerderijen, of geld om iets heel anders te beginnen. Afgezien van het feit dat het moeilijk is om afstand te doen van het overgeërfde bezit, plaatst de overheidsmaatregel iedereen voor de moeilijke keuze tussen het voortzetten van het boerenbedrijf of het omschakelen op iets heel anders. Hoe staan zonen en dochters er tegenover? Zullen zij het eenmaal overgeplaatste bedrijf later voortzetten of niet? Zo niet, heeft het dan nog zin om opnieuw te beginnen? Nu er een definitief standpunt moet worden ingenomen, wordt ieder door zijn eigen verwarde gedachten uit de slaap gehouden. In dit hoorspel beluisteren wij vrijwel alleen de in monologen geuite gedachten van een aantal gezinsleden. Een actiehoorspel is het dus niet.